# Oceania Rugby Junior Trophy
El Oceania Rugby Junior Challenger (anteriormente conocido como Oceania Rugby Trophy) es la competencia anual del deporte para selecciones de menores de 20 años que organiza Oceania Rugby.
Esta competición de segundo nivel otorga una plaza para el Mundial B del siguiente año al equipo que se corona campeón; mientras que las selecciones oceánicas que participan en el Mundial A no compiten en este torneo sino en el OR Championship.
Las primeras tres ediciones se disputaron en Suva, capital de Fiyi y en todas levantó la copa el equipo local y estuvo secundado por Tonga; en la última se llevó a cabo en Apia, Samoa y fue ganada por Tonga. Los otros participantes son Islas Cook, Papúa Nueva Guinea y Vanuatu, este último es el único en no participar de un mundial juvenil.

## Equipos participantes

### Temporada 2025
- Selección juvenil de rugby de Canadá
- Selección juvenil de rugby de Fiyi (Baby Flying Fijians)
- Selección juvenil de rugby de Papúa Nueva Guinea (Pukpuks M20)
- Selección juvenil de rugby de Tonga (Junior ‘Ikale Tahi)

## Campeonatos

### Oceania Junior Trophy
| Edición | Año  | Sede                               | Campeón                            | 2.º puesto                         | 3.º puesto                         | 4.º puesto                         |
| ------- | ---- | ---------------------------------- | ---------------------------------- | ---------------------------------- | ---------------------------------- | ---------------------------------- |
| I       | 2015 | Suva                               | Fiyi                               | Tonga                              | Papúa Nueva Guinea                 | Vanuatu                            |
| II      | 2016 | Suva                               | Fiyi                               | Tonga                              | Islas Cook                         |                                    |
| III     | 2017 | Lautoka                            | Fiyi                               | Tonga                              |                                    |                                    |
| IV      | 2018 | Apia                               | Tonga                              | Samoa                              |                                    |                                    |
| V       | 2020 | Apia                               | Samoa                              | Tonga                              |                                    |                                    |
| -       | 2021 | Cancelado por pandemia de COVID-19 | Cancelado por pandemia de COVID-19 | Cancelado por pandemia de COVID-19 | Cancelado por pandemia de COVID-19 | Cancelado por pandemia de COVID-19 |
| VI      | 2022 | Nukualofa                          | Samoa                              | Tonga                              |                                    |                                    |

### Oceania Junior Challenger
| Edición | Año  | Sede     | Campeón | 2.º puesto | 3.º puesto     | 4.º puesto |
| ------- | ---- | -------- | ------- | ---------- | -------------- | ---------- |
| VII     | 2024 | Auckland | Fiyi    | Samoa      | Moana Pasifika | Tonga      |
| VIII    | 2025 | Fiyi     | Fiyi    | Canadá     | Samoa          | Tonga      |

## Posiciones
- Número de veces que las selecciones ocuparon cada posición en todas las ediciones.

| Equipo             | Campeón | 2.º puesto | 3.º puesto | 4.º puesto |
| ------------------ | ------- | ---------- | ---------- | ---------- |
| Fiyi               | 5       |            |            |            |
| Samoa              | 2       | 2          | 1          |            |
| Tonga              | 1       | 5          |            | 2          |
| Canadá             |         | 1          |            |            |
| Papúa Nueva Guinea |         |            | 1          |            |
| Islas Cook         |         |            | 1          |            |
| Moana Pasifika M20 |         |            | 1          |            |
| Vanuatu            |         |            |            | 1          |